# Powieść detektywistyczna

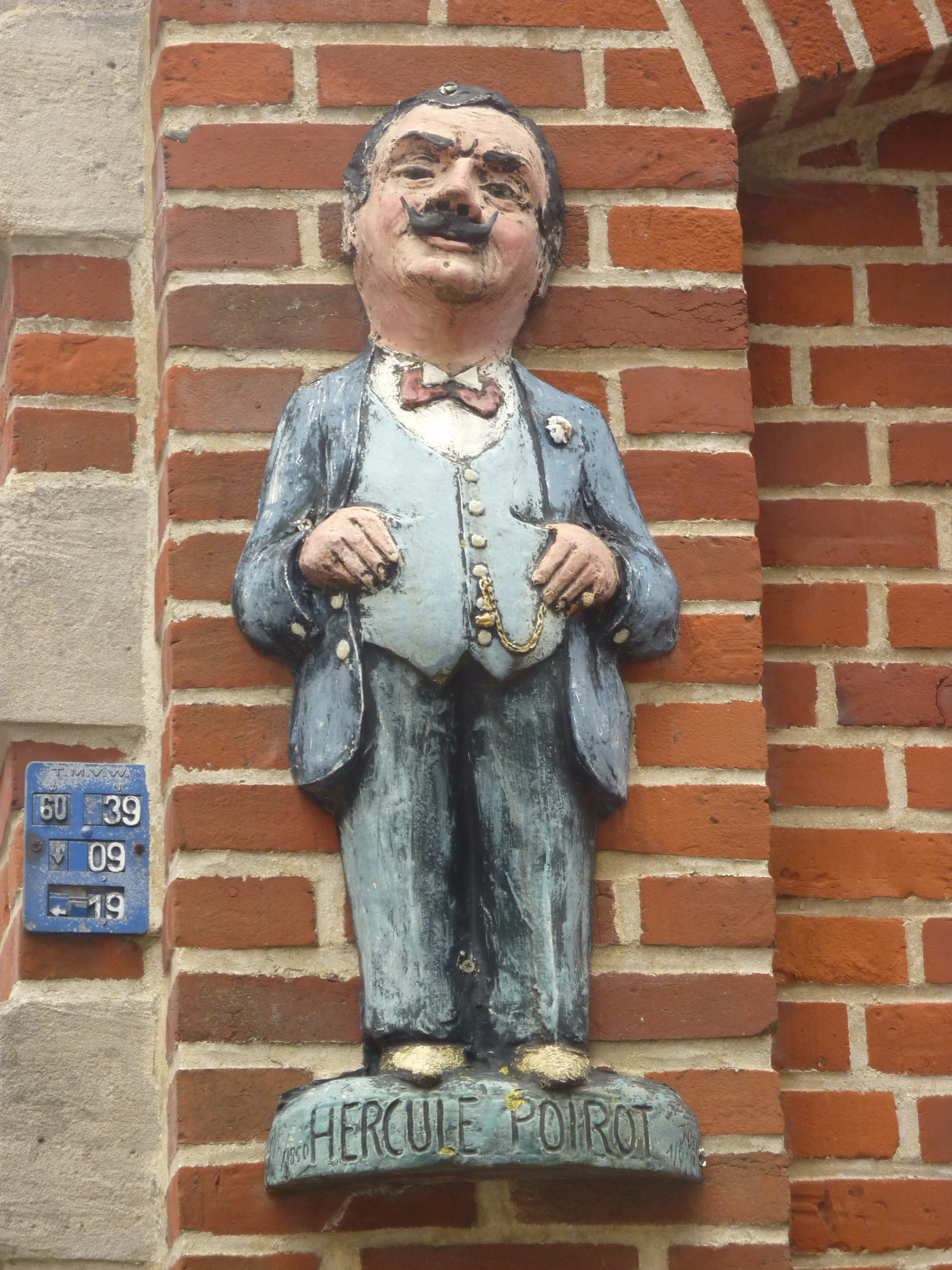
Rzeźba w Ellezelles przedstawiająca Herkulesa Poirota, głównego bohatera wielu książek Agathy Christie

Powieść detektywistyczna – odmiana gatunkowa powieści kryminalnej, w której kluczową postacią jest detektyw. Tematyką powieści detektywistycznej jest śledztwo, zmierzające do wykrycia sprawcy zbrodni opisanej na początku utworu. Popełnienie morderstwa w toku akcji powieści stanowi warunek konieczny, co odróżnia powieść detektywistyczną od kryminalnej.

## Prekursorzy
Za prekursora gatunku uważa się Edgara Allana Poego, autora Zabójstwa przy Rue Morgue. Bohater tej noweli, detektyw, wypowiada znamienne słowa: „Śledztwo będzie dla nas rozrywką”. Zdanie to można uznać za najkrótszą definicję powieści detektywistycznej.

### Narodziny powieści detektywistycznej
Powieść detektywistyczna to odmiana relatywnie nowa, jej początki sięgają końca XVIII wieku i początku wieku XIX. Wtedy też uchodziła za twórczość rozrywkową i określana była mianem literatury „groszowej”, „wagonowej” lub „kioskowej”. W tamtym okresie cieszyła się ogromną popularnością w Europie i w Ameryce. W Europie powieść detektywistyczna ma swoje korzenie w Wielkiej Brytanii i Francji. Prekursorem gatunku jest Edgar Allan Poe. W późniejszych latach powieści detektywistyczne tworzyli Arthur Conan Doyle oraz brytyjscy pisarze Złotego Wieku (okresu świetności powieści detektywistycznej z dominacją elementów zagadki w drugiej dekadzie XX wieku). Przemiany konwencji powieści detektywistycznej w I poł. XX wieku widoczne były także za sprawą amerykańskiego nurtu hard-boiled fiction. Nowy typ podgatunku literackiego zakładał walkę dobra ze złem w myśl sentencji "cel uświęca środki", a postać detektywa kreowano na pozytywnego bohatera.
Badacz literatury i krytyk Julian Symons uznaje, że pojęcie literatury detektywistycznej powstało przed zdefiniowaniem wyznaczników literatury kryminalnej. Stanowi przy tym podstawy późniejszych amerykańskich powieści kryminalnych z XX wieku. Za twórczość wpisującą się w kanon kryminałów krytyk uznaje utwory literackie o zbrodni, a granica między kryminałem, a powieścią detektywistyczną dotyczy postrzegania zbrodni jako tła powieści lub wątku nadrzędnego. Według Dennisa Portera powieść dedektywistyczna nie posiada wymiaru sakralnego, a kwestie etyczne (problem grzechu i kary oraz sensu ludzkiego istnienia) nie są tak istotne jak w powieści kryminalnej. Wątek narracji porusza Tadeusz Żabski; według badacza w powieści detektywistycznej występuje narracja linearno-powrotna, o czym świadczy odkrywanie przez bohatera kolejnych zdarzeń z przeszłości. Główną metodą postępowania w śledztwie jest dedukcja, a świat przedstawiony odwzorowuje realizm dostępnego w danym czasie  aparatu policyjnego i technik kryminalistycznych. Wzmianek o śladach gatunku można doszukiwać się jeszcze wcześniej niż u  Edgara Allana Poego. Badacz literatury Fereydoon Hoveyda odnajduje pewne poszlaki w pradawnych legendach beduińskich, starożytnej Grecji czy wielkich dziełach takich jak Księga tysiąca i jednej nocy, w micie o Edypie Sofoklesa lub w Hamlecie Szekspira.

### Pierwsze dzieła i publikacje
W wieku XVIII powstawały dzieła, które charakteryzowały się typowymi dla powieści detektywistycznej elementami. Przykładem takiego utworu jest m.in. kronika zbrodni The Newgate Calendar (ang. The Malefactor’s Register) opowiadająca o kryminalistach z więzienia Newgate i ich losach. Historie skazańców były w dużej mierze prawdziwe, jako że przy ich powstawaniu bazowano na oficjalnych raportach londyńskiego Trybunału, a cel publikowania tych opowiadań był czysto edukacyjny. Wraz z rosnącym zainteresowaniem powieściami kryminalnymi, zaczęto również publikować biografie kryminalistów. Oprócz Wielkiej Brytanii kolejnym państwem gdzie zaczęto wydawać podobne opowiadania była Francja. Znani, francuscy detektywi to między innymi L. Madrain, P. Coignard czy Eugène François Vidocq, sławny kryminalista, który został detektywem. Dzięki osobie Vidocqa, postać detektywa pojawia się już w XIX-wiecznej literaturze beletrystycznej. W 1828 roku Francuz opublikował swoje wspomnienia, w których opisał świat przestępczy i perypetie kryminalistów, co spotkało się z zainteresowaniem czytelników i stało się inspiracją dla takich pisarzy jak Charles Dickens, Honoré de Balzac, czy Edgar Allan Poe. Odmiana powieści detektywistycznej jest dziś znana głównie dzięki twórczości Agathy Christie.

### Powstawanie gatunku
Edgar Allan Poe współcześnie postrzegany jest przez krytyków jako prekursor powieści detektywistycznej. Dzieła francuskie, w tym te Vidocqa, zainspirowały go do napisania trzech krótkich nowel o charakterze kryminalnym: Zabójstwo przy Rue Morgue (1841), Tajemnica Marii Roget (1842), Skradziony list (1844). Akcja opowiadań Poego rozgrywa się w Paryżu, bohaterem opowiadań jest francuski obywatel. Te trzy opowiadania Poego otworzyły powieści detektywistycznej drogę do sukcesu, a dzięki ich publikacji można było wyodrębnić model, schemat tego typu powieści i wskazać typowe dla niej elementy: zagadkowa zbrodnia, wnikliwe i racjonalne śledztwo, rozwiązanie zagadki, obecność detektywa, którego dokładne poszukiwania prowadzą do zakończenia śledztwa. Trylogia Edgara Allana Poego okazała się być esencją tego typu gatunku; zagadka zbrodni może być rozwiązana tylko wtedy, gdy detektyw przeprowadzi racjonalne i logiczne śledztwo.
Nie tylko Poe wprowadził do światowej literatury postać słynnego detektywa; brytyjski pisarz sir Arthur Conan Doyle stworzył postać prywatnego detektywa, który za pomocą metody dedukcyjnej rozwiązywał najtrudniejsze sprawy. W 1887 roku Conan Doyle opublikował pierwszą z serii powieść, Studium w szkarłacie, opowiadającą o przygodach Sherlocka Holmesa i doktora Johna Watsona. Do rozwoju gatunku znacząco przyczyniła się także brytyjska autorka Agatha Christie i stworzona przez nią postać Herkulesa Poirota, którego po raz pierwszy przedstawia w powieści Tajemnicza historia w Styles (1921). Inni znani autorzy zajmujący się tworzeniem powieści detektywistycznych to między innymi amerykański pisarz Dashiell Hammett, autor powieści kryminalnych z bohaterem Samem  Spade’em, czy Raymond Chandler, który stworzył postać Philipa Marlowe’a, prywatnego detektywa rozwiązującego kryminalne zagadki Los Angeles. Pomimo braku kontynuacji przygód detektywistycznych Spade’a, stał się on bardzo ważną postacią gatunku, jakim jest powieść detektywistyczna. Dzieło Hammeta Sokół maltański (1930) stało się niezwykłe popularne na całym świecie, co przyczyniło się do ekranizacji odmiany czarnego kryminału w 1941 roku. Prócz Amerykanów, ważnym autorem jest też Georges Simenon, który stworzył serię detektywistyczną o komisarzu Maigrecie. Cykl składa się z 75 powieści i 28 opowiadań, napisanych pomiędzy 1929–1972.
Holenderski pisarz  Robert van Gulik, przetłumaczył na język angielski XVIII-wieczny anonimowy manuskrypt chiński i w oparciu o jego treść, opublikował w 1949 roku powieść detektywistyczną pod tytułem Dee Goong An (ang. Celebrated Cases of Judge Dee). Główny bohater-sędzia przeprowadzający śledztwo to pierwowzór klasycznego detektywa, starającego się rozwiązać zagadkę zbrodni. W tym celu  posługuje się wszelkimi dostępnymi środkami. Autor „usprawnił" w powieści znane z wcześniejszych wieków techniki detektywistyczne. Przez kolejne dwadzieścia lat publikował coraz to nowsze przygody sędziego Di. Ostatecznie seria o detektywie liczy szesnaście tomów. Sędzia Di stanowi azjatycki odpowiednik powieści C. Auguste Dupina, Sherlocka Holmesa czy Herkulesa Poirota. Współczesną odmianę powieści detektywistycznej cechuje konwencja naturalności, spontaniczności. Ważnym elementem jest wzmonienie „normalnej” reakcji czytelnika, nawet w momencie konfrontacji z nierealnymi zdarzeniami czy zjawiskami. Przykładem może być wypowiedź z Nocy w Bibliotece Agathy Christie; „w powieściach trupy leżą zawsze  w  bibliotece".

### Główne szkoły
W XIX-wiecznej Europie powstały dwie główne szkoły: francuska, do której należeli słynni pisarze tacy jak Émile Gaboriau, Maurice Leblanc, Pierre Souvestre, Pierre Boileau, Thomas Narcejac i Belg Georges Simenon, oraz anglosaska, do której przynależeli Arthur Conan Doyle, Agatha Christie czy Gilbert Keith Chesterton.

### Krytyka
Większa część powieści detektywistycznych uznawana jest za literaturę drugiej kategorii z powodu licznych sprzeczności w fabule oraz stosowania technik perswazyjnych, narzucjących czytelnikowi styl percepcji czy tok rozumowania. Istnieją jednak dzieła, które zostały docenione przez krytyków literackich za swoją perfekcyjną strukturę, narrację czy mistrzowski rozwój napięcia i intrygi. Autorzy tacy jak Graham Greene, Alain Robbe-Grillet, Adolfo Bioy Casares czy Jorge Luis Borges posłużyli się narracyjnymi technikami powieści kryminalnej w niektórych ze swoich dzieł.

### Efekt pseudokryminalny
Rozwój powieści kryminalnych i liczne modyfikacje w obrębie charakterystyki i tendencji spowodowały, że nie tylko autorzy powieści, ale i osoby w jakimś stopniu związane ze środowiskiem litrackim, zaczęły wykorzystywać elementy „kryminalne” w swoich utworach. Doprowadziło to do powstania efektu pseudokryminalnego. Dlatego też dzieła, w których pojawiały się błędnie interpretowane elementy świata przedstawionego, w rzeczywistości nie mogły zostać nazwane powieściami kryminalnymi czy detektywistycznymi. W świecie literackim pojawiła się ogromna liczba różnego rodzaju powieści, opowiadań czy nowel, których fabuła traktowała elementy kryminalne jako wątki poboczne. Autorzy, którzy zastosowali w dziełach elementy pseudokryminalne to m.in. Roberto Bolaño, Ricardo Piglia lub Guillermo Fadanelli.

## Cechy gatunku

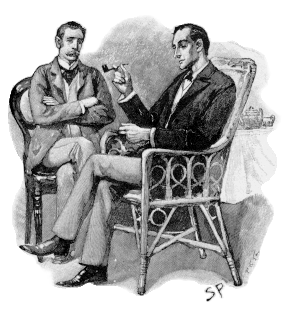
Sherlock Holmes i doktor Watson, ilustracja z Sidney Paget, która została wyróżniona w magazynie The Strand Magazine, wrzesień 1893 roku

### Świat przedstawiony
- zamknięty – sposób literackiego opisu morderstwa, który wskazuje brak innych podejrzanych prócz ofiary. Jest to tzw. zagadka zamkniętego pokoju (ang. locked room), znana dzięki twórczości Lerouxa[12]. Tę odmianę cechują ograniczenia zarówno w sensie liczby poszlak, osób podejrzanych, jak i przestrzeni. Świat przedstawiony jest obszarem porządkowanym w wyniku prowadzonego dochodzenia. Podstawowe pytanie dotyczy sprawcy, tego, kim on jest, co dokładnie się wydarzyło oraz w jakich okolicznościach. Brakuje wątków pobocznych, dlatego nie jest podejmowana kwestia motywów działania sprawcy[13].
- świat jednoznaczny moralnie – rodzaj świata przedstawionego, gdzie śledztwo zawsze doprowadza do ujawnia prawdy, a sama zbrodnia jest bezsprzecznym aktem zła[13]. Wyjątkiem są powieści z niedookreślonym pojęciem etyki w fabule, gdzie zaciera się granica między dobrem i złem; detektyw może być zarówno śledczym jak i sprawcą[14].

### Bohater
- najczęściej prywatny detektyw (Herkules Poirot, Sherlock Holmes, sir Henry Merrivale) lub detektyw amator (Panna Marple, dr Gideon Fell), który stoi na straży moralności.
- bohaterem może być też dziennikarz śledczy, który często wspomaga działania policji lub im się przeciwstawia, prowadząc swoje śledztwo w sprawie przestępstwa; m.in. losy Mikaela Blomkvista, bohatera sagi Millenium Stiega Larssona.
- detektyw jest często postacią obiektywną; „kimś w rodzaju moralisty z dystansu przypatrującego się rozpadowi społeczeństwa. Bohater ten może nazywać się Marlowe albo Archer lub nawet Eberhard Mock, wszelako pozostaje busolą aksjologiczną. Taki właśnie musi być detektyw w powieści kryminalnej. To on jest bohaterem"[15]. – tak definiuje bohatera literaturoznawca Mariusz Czubaj

### Fabuła
- odwrócony porządek – często retrospektywny, zawiera liczne zwroty akcji, w rzeczywistości ukazuje następstwa wydarzeń w sposób achronologiczny (od teraźniejszości do przeszłości), a moment kulminacyjny w śledztwie następuje zazwyczaj na końcu powieści,
- dominanta fabularna – nacisk położony na śledztwo, sama zbrodnia jest higieniczna, opisana zdawkowo,
- metoda prowadzenia narracji: dedukcyjna. Detektyw nie szuka śladów za wszelką cenę, lecz spokojnie w skupieniu poddaje analizie poszczególne fakty,
- powieść drogi – motyw powieści detektywistycznej oparty na zmiennym miejscu akcji i zerwaniu ciągłości przestrzennej (możliwość rozgrywania akcji fabuły w kilku lokalizacjach jednocześnie z nieustanną zmianą pobytu bohaterów). Akcja często toczy się w trakcie wycieczki lub podróży, a droga, którą pokonują bohaterowie, jest znaczona kolejnymi trupami. Do tego typu literatury zaliczyć można Śmierć na Nilu Agathy Christie[16].

- powieść sielankowa – odmiana powieści detektywistycznej, w której autor opisuje iluzoryczny obraz społeczeństwa lub rzeczywistości. Pozorna harmonia i spokojne życie zostają zakłócone przez liczne niedomówienia i intrygi. Najczęściej miejsce akcji jest siedliskiem zła, zepsucia moralnego albo zbrodni. Czytelnika może zdezorientować zmowa milczenia. W tej odmianie  miejsca i postaci bywają stereotypowe. Bohater zjawia się w danej okolicy, bo prowadzi go tam śledztwo. Zdarza się też, że przypadkiem trafia w podejrzane rejony[13]. Jest dziennikarzem śledczym, prywatnym detektywem albo osobą reprezentującą organ prawny. Z racji wykonywanego zawodu posiada adekwatne umiejętności, by sprawnie rozwiązać zagadkę i przywrócić spokój. Iluzja przyjaznej atmosfery bywa inspiracją dla filmowych twórców dreszczowców i horrorów. Na tych motywach opierają się też seriale, np. Miasteczko Twin Peaks.
- zbrodnia sprzed lat – odmiana powieści detektywistycznej, w której główny bohater (śledczy) ma za zadanie rozwikłać tajemnicę z przeszłości. Czasem, aby odkryć, co się stało, musi cofnąć się do wydarzeń sprzed lat (wątek retrospekcji). Zależnie od ustalonej przez pisarza konwencji, zagadka kryminalna może dotyczyć zbrodni sprzed roku lub kilku dekad. Herkules Poirot, jeden z bohaterów powieści kryminalnych Agathy Christie, twierdził, że z perspektywy czasu wszystko widać lepiej. W tego typu powieściach, specjalizują się Skandynawowie. W niektórych opowieściach historia sprzed lat ukazana zostaje za pomocą retrospekcji rozwijających się równolegle ze współczesną fabułą. Wątki te uzupełniają się nawzajem[17]. To także odmiana kryminału, którego akcja dzieje się w dawnych czasach (często w przeszłych wiekach). Przykładem wykorzystania wiedzy specjalistycznej i historycznej jest powieść Agathy Christie Zakończeniem jest śmierć. Dotyczy ona starożytnego Egiptu. Wątek historyczny odgrywa równoległą rolę w akcji co samo śledztwo, jest też tak samo istotny dla ciągłości narracji[18].
- powieść z superzłoczyńcą – odmiana znana dzięki postaci profesora Moriarty w powieści Arthura Conana Doyle’a. Detektyw zazwyczaj zostaje postawiony przed trudnym zadaniem rozwikłania serii tajemniczych morderstw, często bestialskich. Sprawcą, a zarazem przeciwnikiem śledczego nie jest zwyczajny zbrodniarz, ale zły do szpiku kości geniusz zbrodni, często z wyraźnymi objawami psychotycznymi, m.in. psychopatii, schizofrenii, stanów maniakalnych etc[17]. Superzłoczyńca, który jest zarówno sprawcą zbrodni, jak iosobą reprezentującą prawo, występuje m.in. w powieści Doktor Jeckyll i pan Hyde autorstwa Roberta Louisa Stevensona. Wiąże się z nią motyw metamorfozy postaci. Złoczyńcami zostają najczęściej boleśnie skrzywdzone w dzieciństwie ofiary przemocy psychicznej i fizycznej, które w dorosłym życiu dokonują z premedytacją aktu zemsty[17].
- powieść detektywistyczna z wątkiem archeologicznym – odmiana, w której łączy się archeologię z zagadką kryminalną. Akcja powieści często toczy się na rozległym terenie wykopalisk, na którym doszło do zbrodni. Powieścią z wątkiem archeologicznym jest Morderstwo w Mezopotamii Agathy Christie czy Tajemnica egipskiego grobowca. Starożytne tajemnice są też podstawą sensacyjnej powieści detektywistycznej Siódmy papirus Wilbura Smitha[17].

Cechami powieści detektywistycznych (kryminalnych) ze względu na świat przedstawiony są pojęcia określające charakter następujących po sobie zdarzeń, opisy miejsc rozgrywania akcji, kontekstu sytuacyjnego, bądź konkretnych zjawisk mających wpływ na miejsce lub akcję fabuły. Ze względu na światopogląd w fabule wyróżnia się następujące cechy powieści detektywistycznej: antropologiczna, etniczna, feministyczna, gejowska, lesbijska, metakulturowa, postkolonialna, postmodernistyczna, psychologiczna, społeczno-obyczajowa.

## Reguły pisania powieści detektywistycznej
S.S. Van Dine w roku 1928 napisał dla „American Magazine” artykuł poświęcony tematyce detektywistycznej. Esej miał przybliżyć sam gatunek, jak i być drogowskazem dla niedoświadczonych pisarzy. 20 przykazań autora powieści detektywistycznej stworzonych przez Van Dine’a to wskazówki na temat m.in.:
- rozmieszczenia wskazówek w fabule, by czytelnik odkrywał je razem z detektywem,
- sztuczek wykorzystanych przez przestępcę,
- omijania wątku miłosnego z udziałem detektywa,
- detektyw nie może okazać się winowajcą,
- przestępca może być zdemaskowany wyłącznie dzięki dedukcji,
- tylko detektyw może rozwiązać zagadkę,
- motywem przewodnim powieści nie musi być morderstwo,
- przestępca powinien być postacią wyrazistą,
- bez względu na liczbę ofiar, morderca może być tylko jeden,
- przestępca może, ale nie musi należeć do mafii, tajnego stowarzyszenia itp.,
- morderstwo musi zostać popełnione w realistyczny sposób, a metody dochodzenia prawdy mają być racjonalne i oparte na naukowych przesłankach,
- rozwiązanie tajemnicy powinno być cały czas „na widoku”, lecz niedopowiedziane, tak, by czytelnik po przeczytaniu książki miał świadomość, że był w stanie sam rozwiązać zagadkę,
- unikać dygresji, psychicznej analizy bohaterów itp.,
- morderstwo powinno być zaplanowane,
- powinny być wspomniane motywacje sprawcy, np. osobiste urazy, chęć zysku, zemsty itd[21].

Również A. Christie wypowiadała się na temat sztuki pisania dobrych powieści detektywistycznych. W swojej autobiografii napisała: Istota dobrego kryminału polega przecież na tym, że jego [morderstwa – przyp.] sprawcą musi być ktoś oczywisty, a przy tym z tego czy innego powodu okaże się, że nie jest wcale taki oczywisty, bo nie mógł chyba popełnić tego morderstwa. A jednak je popełnił.